# Melania Urbina
Melania Martha Urbina Keller (Lima, 30 de septiembre de 1977) es una actriz y presentadora de televisión peruana. Ha participado en películas como Ciudad de M, Paloma de papel, Django: la otra cara, Ojos que no ven y Mariposa negra ganando con la última dos premios como mejor actriz latinoamericana en el Festival de Málaga de Cine Español. Dentro de sus varios papeles, se encuentran Micaela Villegas en la serie televisiva La Perricholi, Monserrat Chafloque en Al fondo hay sitio y Ana Salas en De vuelta al barrio.

## Primeros años
Urbina pasó su niñez entre el Perú, Ecuador y Venezuela. Estudió en el Colegio Santa Úrsula del distrito de San Isidro (Lima); una vez graduada empezó la carrera de Ciencias de la comunicación en la Universidad de Lima, pero la dejó para dedicarse a la actuación.

## Carrera
Urbina se inició en 1994 en el teatro. Debutó en la televisión en 1996, en la telenovela Cuchillo y Malú, de Iguana Producciones. En el año 2000, luego de tener diversos papeles en varias telenovelas nacionales, debutó en el cine con la película Ciudad de M.
En 2001 participó en el filme Bala Perdida y en la obra de teatro Fausto. El siguiente año protagonizó la controvertida película Django: la otra cara con Giovanni Ciccia, como Melissa "La chica dinamita", interpretando por primera vez un personaje de alto contenido sexual.
En 2003 participó Ojos que no ven, del director Francisco Lombardi, y en 2004 participó en la película Paloma de papel, de Fabrizio Aguilar. Urbina realizó una escena desnudo en 2005, en Mañana te cuento, donde interpretó a una prostituta. Ese mismo año fue la protagonista de Un día sin sexo, dirigido por Frank Pérez-Garland. 
En 2004, recibió el premio La Kimera como mejor actriz en el Primer Festival Internacional de Cortometrajes "La Noche de los Cortos", por su actuación en el cortometraje ¿No eres tú?, dirigida también por Pérez-Garland.
Urbina protagonizó la telenovela María de los Ángeles en 2005.
En 2006 coprotagonizó la serie peruana nominada a los Premios Emmy Internacional: Mi problema con las mujeres. Para el cine, protagonizó junto a Magdyel Ugaz la película nominada a los Premios Goya como Mejor película extranjera: Mariposa negra de Francisco José Lombardi. Gracias a este filme ganó el premio a Mejor actriz en el Biarritz International Festival of Latin American Cinema y el premio a Mejor actriz latinoamericana en el Festival de Málaga.En 2007 actuó en La gran sangre: la película como Althea.
En 2008 protagonizó un episodio de la serie Tiempo Final de Fox, y actuó en la película peruana Mañana te cuento 2.
En 2009 actuó en el filme El Premio, y en la obra de teatro Las brujas de Salem. Durante 2010 actuó en la reposición de dicha obra, así como en Cyrano de Bergerac y La gaviota.
En 2011 protagonizó la telenovela La Perricholi, interpretando a Micaela Villegas y Hurtado de Mendoza, una mestiza actriz de teatro y amante del virrey Manuel Amat y Juniet. Urbina también participó en el filme Mono con gallinas, junto a Bruno Odar y Pietro Sibille. Esta producción ecuatoriana, trata sobre el conflicto entre Perú y Ecuador.
En 2012 se incorporó a la telenovela Corazón de fuego en el papel de Marinés, y firmó para ser imagen de Head & Shoulders. Urbina también debutó como presentadora conduciendo Tiempo después por TV Perú. En teatro actuó en la obra de comedia Toc Toc bajo la dirección de Juan Carlos Fisher.
Urbina inició el 2013 con la reposición de la obra Toc Toc, que duró un semestre. También ingresó a la serie Al fondo hay sitio de América Televisión.
En 2017, es parte del elenco de la serie peruana De Vuelta al Barrio, en el papel de Ana Lucia Salas García.

## Vida privada
Melania estuvo casada con el director Frank Pérez-Garland desde el 20 de julio de 2002 hasta 2004. Con él tuvo una hija.
Durante el rodaje de unas escenas en la selva de Al fondo hay sitio en 2010, Melania empezó una relación con Andrés Wiese la cual terminó en 2015.

## Filmografía
| Año  | Título                        | Personaje                   | Notas |
| ---- | ----------------------------- | --------------------------- | ----- |
| 2000 | Ciudad de M                   | Karina                      | [ 3 ] |
| 2001 | Bala Perdida                  | Prostituta                  |       |
| 2002 | Django: la otra cara          | Melissa "La chica dinamita" |       |
| 2003 | Ojos que no ven               | Mercedes Lobatón            |       |
| 2003 | Paloma de papel               | Yeni                        |       |
| 2004 | No eres tú?                   |                             | Corto |
| 2005 | Mañana te cuento              | Biviana                     |       |
| 2005 | Un día sin sexo               | Lisa                        | [ 3 ] |
| 2006 | Mariposa negra                | Gabriela                    | [ 3 ] |
| 2007 | La gran sangre: la película   | Althea                      |       |
| 2008 | Mañana te cuento 2            | Biviana                     |       |
| 2009 | De noche                      | Mujer                       | Corto |
| 2009 | El premio                     | Lisbeth                     |       |
| 2010 | Las reglas del juego          | Esposa                      | Corto |
| 2012 | Mono con gallinas             | Dolores                     |       |
| 2015 | Encadenados                   | Natalia                     |       |
| 2016 | Margarita: ese dulce caos     | Claudia                     |       |
| 2017 | Django: sangre de mi sangre   | Melissa "La chica dinamita" |       |
| 2018 | Asu mare 3                    | Brenda                      |       |
| 2018 | Margarita 2                   | Claudia                     |       |
| 2019 | Django: en el nombre del hijo | Melissa "La chica dinamita" |       |

| Año            | Título                      | Personaje                                                          | Notas                           |
| -------------- | --------------------------- | ------------------------------------------------------------------ | ------------------------------- |
| 1996           | Cuchillo y Malú             | Malú                                                               | Rol principal                   |
| 1997           | Andrea, tiempo de amar      |                                                                    |                                 |
| 1997           | Lluvia de arena             |                                                                    |                                 |
| 1998           | Cosas del amor              | Camila Casares                                                     |                                 |
| 1999           | María Emilia, querida       | Leopoldina "Nina" Gómez                                            |                                 |
| 2000–2001      | Milagros                    | Macarena San Martín Rivera                                         |                                 |
| 2005           | María de los Ángeles        | María                                                              | Rol principal                   |
| 2006           | Decisiones                  | Tatiana                                                            | Episodio "El novio de mi madre" |
| 2006           | Mi problema con las mujeres | Adriana                                                            |                                 |
| 2008           | Tiempo Final                | Nora                                                               | Episodio «Lesbianas»            |
| 2010           | El gran show                | Concursante                                                        | 2 episodios                     |
| 2011           | La Perricholi               | Micaela Villegas y Hurtado "La Perricholi"                         | Rol principal                   |
| 2012           | Corazón de fuego            | Marinés                                                            |                                 |
| 2012–2013      | Tiempo después              | Ella misma                                                         | Presentadora                    |
| 2013–2016 2025 | Al fondo hay sitio          | María de Monserrat Chafloque Neciosup "La Monsefuana" "Monserrata" | Rol principal                   |
| 2017–2021      | De vuelta al barrio         | Ana Lucia Salas García                                             | Rol principal                   |

## Teatro
| Año       | Título                     | Personaje        | Notas                                  |
| --------- | -------------------------- | ---------------- | -------------------------------------- |
| 1994      | Transmigración del avaro   |                  |                                        |
| 1995      | Medea, la encantadora      |                  |                                        |
| 1997      | Romeo y Julieta            | Julieta          |                                        |
| 1999      | Generación "Y"             |                  |                                        |
| 2000      | Paralelos secantes         |                  |                                        |
| 2001      | El Viaje                   |                  |                                        |
| 2002      | Fausto                     |                  |                                        |
| 2004      | Mi mamá me dijo            |                  |                                        |
| 2009–2010 | Las brujas de Salem        | Abigaíl Williams | Teatro La Plaza 2 temporadas           |
| 2010      | Los monólogos de la vagina | Intérprete       | Única función                          |
| 2010      | Cyrano de Bergerac         | Roxana           |                                        |
| 2010      | La gaviota                 | Nina             |                                        |
| 2011      | ¿Y donde está el tenor?    | Maggie           |                                        |
| 2012–2013 | Toc Toc                    | Lili             | Teatro Mario Vargas Llosa 2 temporadas |

## Premios y nominaciones
| Año  | Premio                                                                  | Categoría                                | Trabajo                     | Resultado | Ref.   |
| ---- | ----------------------------------------------------------------------- | ---------------------------------------- | --------------------------- | --------- | ------ |
| 2004 | Primer Festival Internacional de Cortometrajes "La Noche de los Cortos" | Mejor actriz                             | No eres tú?                 | Ganadora  |        |
| 2006 | Biarritz International Festival of Latin American Cinema                | Mejor actriz                             | Mariposa negra              | Ganadora  |        |
| 2007 | Festival de Málaga de Cine Español                                      | Mejor actriz latinoamericana             | Mariposa negra              | Ganadora  |        |
| 2007 | Premios Luces de El Comercio                                            | Mejor actriz de cine                     | Mariposa negra              | Ganadora  | [ 19 ] |
| 2008 | Premios Emmy Internacional                                              | Mejor comedia (compartido con el elenco) | Mi problema con las mujeres | Nominada  |        |
| 2011 | Premios Luces de El Comercio                                            | Mejor actriz de TV                       | La Perricholi               | Nominada  |        |